# Raymond Vrancken
Raymond Vrancken (Tongeren, 4 augustus 1932 - Tongeren, 2 april 2011) was een Belgisch wielrenner, beroeps van 1957 tot en met 1966. Hij is tevens tweevoudig winnaar van de Grote Scheldeprijs.

## Belangrijkste overwinningen
1955
- 2e etappe Ronde van Oostenrijk

1958
- Grote Scheldeprijs

1961
- Grote Scheldeprijs

## Resultaten in voornaamste wedstrijden
| Jaar | Milaan-San Remo | Gent-Wevelgem | Ronde van Vlaanderen | Waalse Pijl |
| ---- | --------------- | ------------- | -------------------- | ----------- |
| 1959 | 16e             |               |                      |             |
| 1960 | 53e             |               |                      |             |
| 1961 |                 | 31e           |                      |             |
| 1962 |                 | 12e           | 28e                  | 33e         |
| 1963 |                 |               |                      | 34e         |
| 1964 |                 | 38e           |                      |             |